# Суперфлай
„Суперфлай“ (на английски: Superfly) е американски екшън и криминален трилър от 2018 г. и е римейк на едноименния оригинален филм от 1972 г. Режисьор на филма е Директър X, сценарият е на Алекс Тце и участват Тревър Джаксън, Джейсън Мичъл, Майкъл Уилямс, Лекс Скот Дейвис и Дженифър Морисън. Рапърът Фючър продуцира филма заедно с Джоел Силвър, който е също текстописец на оригиналните песни за филма. Премиерата на филма е на 13 юни 2018 г. в Съединените щати и получава смесени отзиви от критиката.